# Народы моря
«Народы моря» — группа средиземноморских народов, начавших миграцию в условиях «катастрофы бронзового века», в XIII веке до н. э., к границам Египта и государства хеттов, предположительно из региона Эгейского моря (Балканы и Малая Азия). В числе их были племена: шерданы (предки сардов), турша (тирсены), пелесет (филистимляне), чаккаль, дануна (данайцы), фригийцы, шекелеш (сикулы), ахиява или акайваша (ахейцы), лукка (луканы), тевкры и, вероятно, гараманты.

## Причины миграций

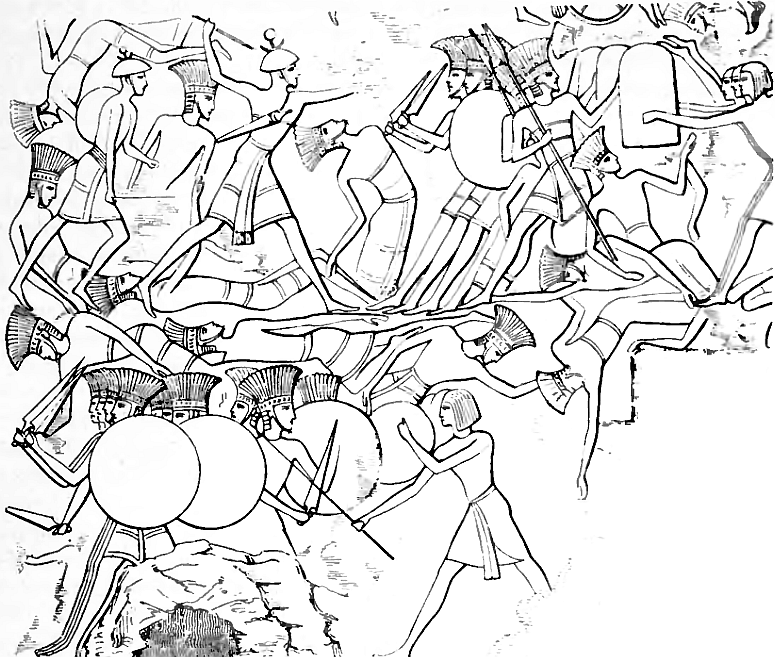
Отражение египтянами нашествия «народов моря». Прорисовка барельефа заупокойного храма Рамзеса III в Мединет-Абу

Основную массу «народов моря», по наиболее распространённому мнению, составляло древнее доиндоевропейское население запада и юго-запада Малой Азии, а также их греческие союзники (ахейцы, или данайцы). Так, немецкий историк и лингвист Х. Рикс, трактуя народы моря как доиндоевропейское население запада Малой Азии, выдвинул гипотезу о тирренской группе близкородственных языков. Л. А. Гиндин и В. Л. Цымбурский, в книге «Гомер и история Восточного Средиземноморья» высказывали мнение, что «народы моря» в основном выходцы с севера Балканского полуострова, родственные протофракийским племенам; сколько-нибудь широкой поддержки эта гипотеза не получила.

В конце XIII века до нашей эры племенной мир всего северобалканского региона в силу каких-то неизвестных нам причин пришёл в движение. Огромная масса варварских племён, включавшая в себя как народы, говорившие на различных диалектах греческого языка (сюда входят дорийский и близкий к нему западногреческий диалекты), так, по-видимому, и народности негреческого, фракийско-иллирийского происхождения, снялась с насиженных мест и устремилась на юг, в богатые и процветающие области Средней Греции и Пелопоннеса. Маршрут, по которому шло вторжение, отмечен следами развалин и пожарищ. На своём пути пришельцы захватили и разрушили множество микенских поселений. Погиб в огне пожара Пилосский дворец. Само место, на котором он стоял, было предано забвению. Серьёзно пострадали, хотя, по-видимому, и не были захвачены, цитадели Микен и Тиринфа. Хозяйству микенских государств был нанесён непоправимый ущерб. Об этом свидетельствует быстрый упадок ремесла и торговли в районах, наиболее пострадавших от вторжения… Таким образом, на рубеже XIII—XII веков до нашей эры микенская цивилизация перенесла страшный удар, после которого она уже не смогла оправиться.

Карта переселения греческих племён на рубеже II—I тысячелетий до н. э.

В первой половине XX века родиной народов моря часть историков считала регион микенской цивилизации, которая на тот момент гибла под ударами дорийцев. Ряд современных историков связывает начало миграции «народов моря» на юг с окончанием Троянской войны, оказавшей разрушительное воздействие не только на цивилизацию западного побережья Анатолии, потерпевшую поражение, но и на экономику победивших ахейцев. Этим, по-видимому, объясняется наличие ахейцев и данайцев среди народов моря, большинство которых отождествляется с догреческим населением запада Малой Азии. По уточнённым данным, большая миграция произошла за одно-два столетия до вторжения дорийцев.

## Хронология
Само название «народов моря» египетского происхождения — так египтяне называли в XIV—XII веках до н. э. ранее неизвестные им северные народы, жившие за Средиземным морем. Перевод египетского термина как «народы моря» впервые предложил в 1881 году французский египтолог Гастон Масперо. Ниже приведена хронология их упоминаний в египетских текстах.
- Некоторые из них были известны египтянам ещё до нашествия на Египет. В начале XIV века в документах Амарны упоминаются MSWS[5], живущие рядом с ливийцами. Также около этого времени известны действующие в Финикии SRDN. Также с середины XV и в XIV веке до н. э. упоминаются DNJN[6] и RK. Те же данайцы (TNJ) упомянуты в надписи Аменхотепа III из Ком-эль-Гетана, равно как и их города (предположительная расшифровка): Микены, Фивы, Мессена, Навплион, Кифера, Элея, Амиклы[7].
- Во время битвы при Кадеше (конец XIV — начало XIII веков до н. э.) в египетском войске сражались SRDN, а в числе союзников хеттского царя были RK и DRDNJ.
- На стеле фараона Мернептаха в связи с первым нашествием на Египет «народов моря» ок. 1208 г. до н. э. (на 5-м году правления фараона) в составе ливийской коалиции вождя Мраиуйа названы SRDN, RK, JKWS, TRS и SKLS[8]. Их нападение египтяне отразили, выиграв битву у города Периру, в районе Натровых озер.
- На 5-м году правления фараона Рамсеса III (ок. 1181 г. до н. э.) ливийцы под предводительством царя Термера восстали и вторглись в Египет с северо-запада[9]. На рельефах храма в Мединет-Абу указано, что вместе с Термером действовали PLST и TKJR. В числе союзников фараона на рельефах также изображают «народы моря» (возможно, SRDN). Ливийская коалиция была полностью разгромлена египтянами.
- На 8-м году правления Рамсеса III (ок. 1178 г. до н. э.) «народы моря» со стороны Палестины совершили второе крупное вторжение в дельту Нила. Названы народы PLST, TKJR, SKLS, SRDN, DNWN и WSS[10]. Судя по тому, что вместе с воинами шли их семьи, это была попытка переселения. В тексте храма в Мединет-Абу упоминается большой перечень стран, не устоявших перед несокрушимыми армиями пришельцев: «Ни одна страна не выстояла против их рук, Хета, Кеди, Кархемиш, Ирчу, Ирса. Они опустошили эти (местности) и разбили стан в одном месте в земле Амор, люди которой пленены и которой как не бывало». В ходе ряда ожесточённых сухопутных и морских сражений египтянам удалось разгромить противников. После этого (видимо, с согласия фараона) народы PLST и TKJR осели на землях в окрестностях Газы.
- Таким образом, из египетских источников мы узнаём о разгроме, который «народы моря» учинили в период 1200—1180 годов в Арцаве (Лидия), Хеттском царстве, Угарите[11] и Аласии (Кипре).
- На 11-м году правления Рамсеса III (ок. 1175 г. до н. э.) ливийцы осадили пограничную египетскую крепость Хачо. Основную часть их войска составляли MSWS во главе со своим царем Мешешером. Состоялось сражение с подошедшим войском фараона, в котором ливийцы и их союзники снова были разбиты, а их вожди попали к египтянам в плен.
- Далее, разбитые фараоном Рамсесом III, «народы моря» разделились на несколько групп племён, которые заселили неосвоенные земли Средиземноморского побережья.

## Отождествление отдельных племён

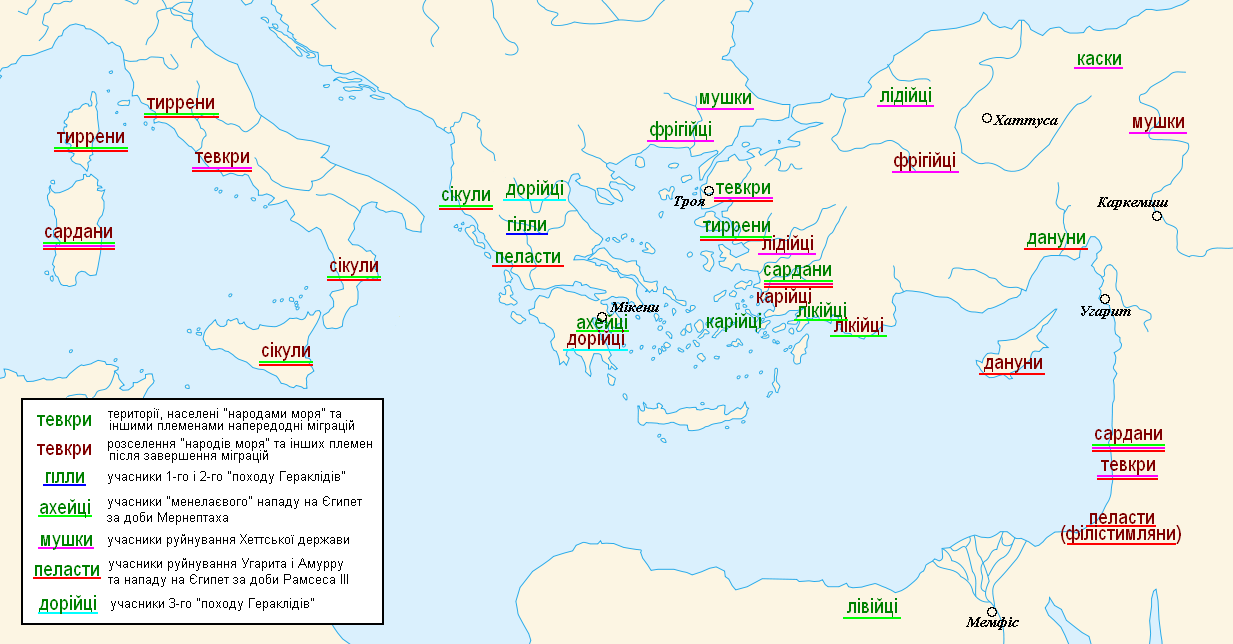
Предполаемые места происхождения и расселения народов моря

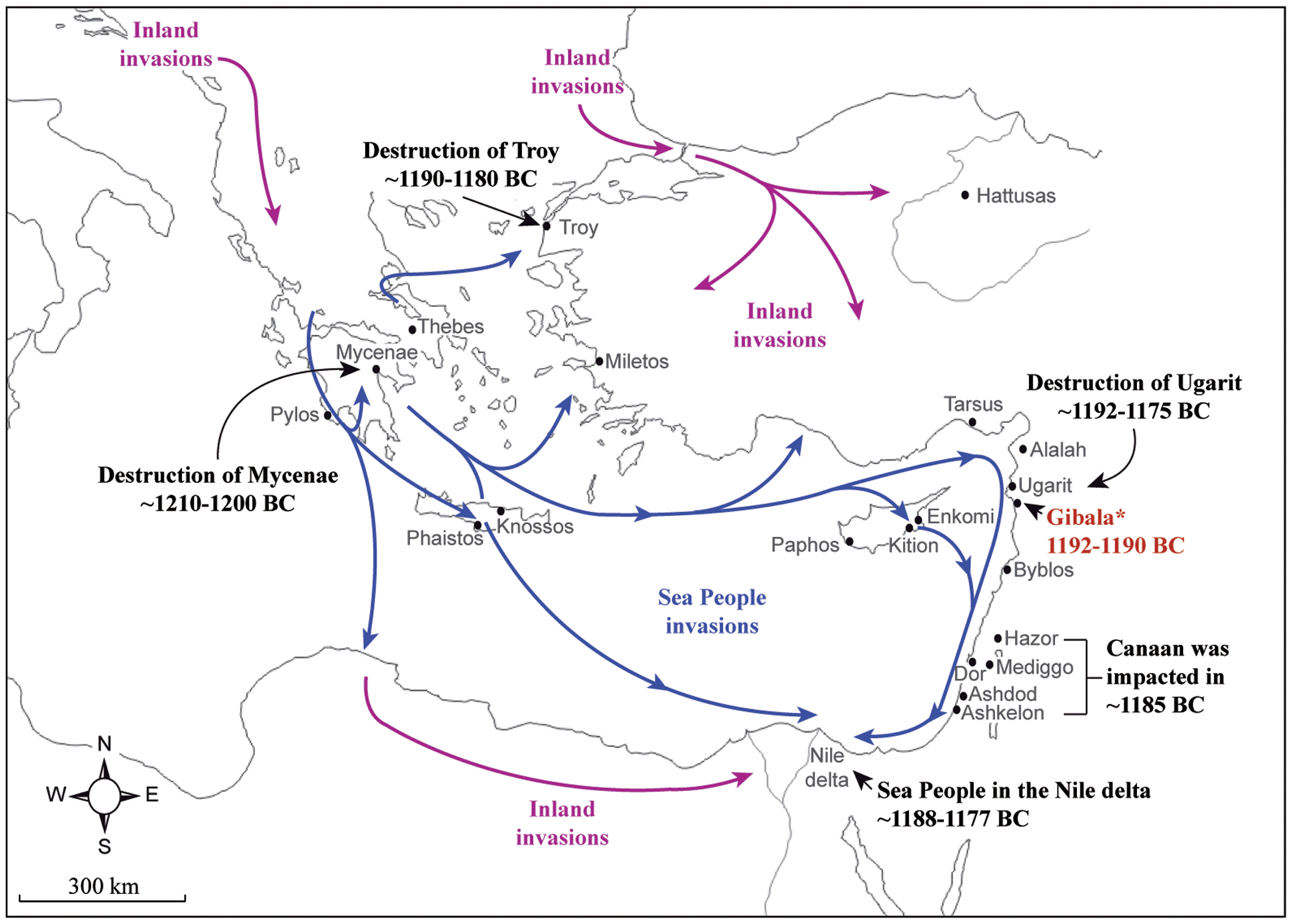
Направление миграций народов моря в Эгейском море и Восточном Средиземноморье

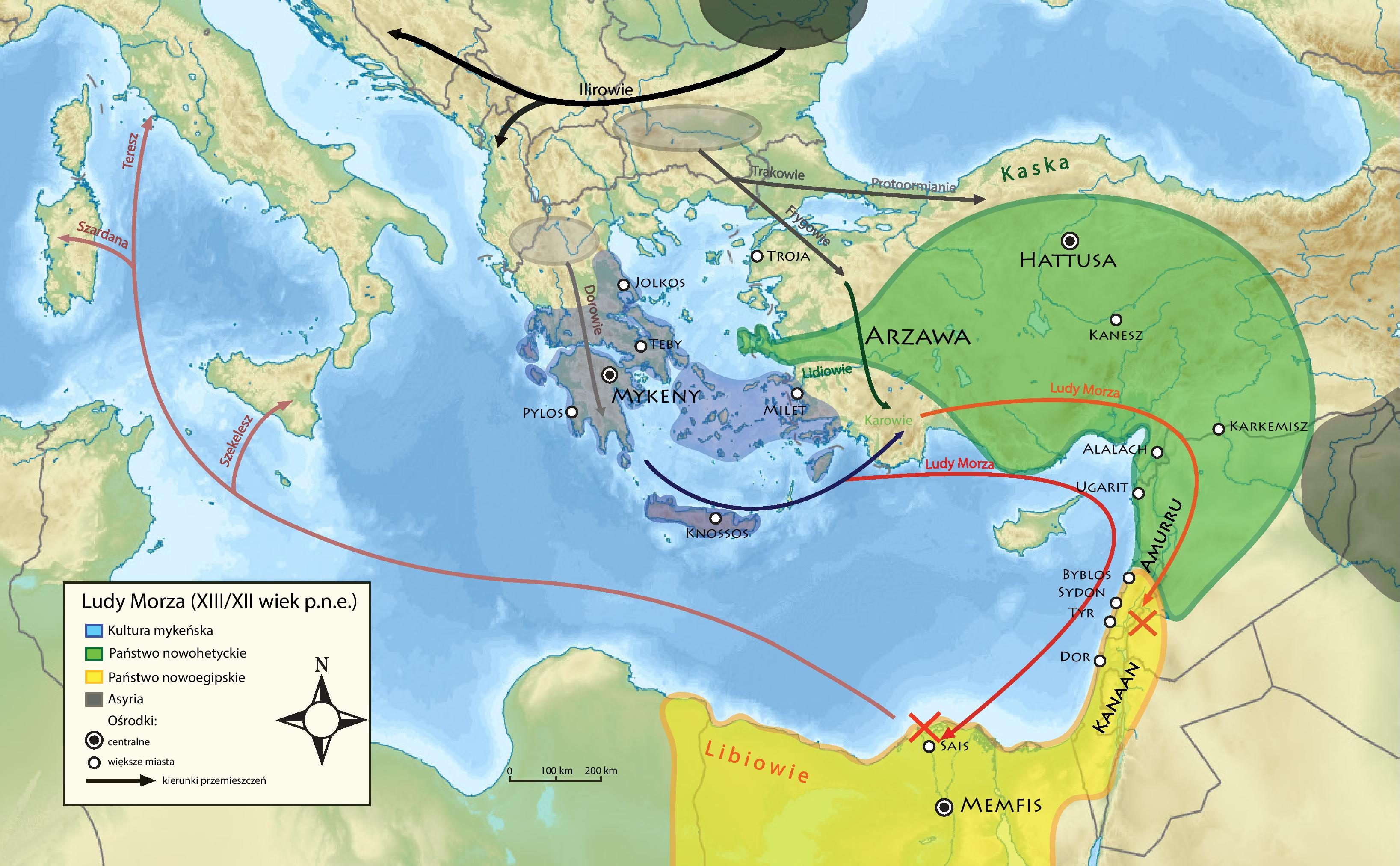
Направление миграций народов моря на фоне Хеттского и Египетского государств (обозначены зелёным и жёлтым цветом соответственно)

Этническая принадлежность «народов моря» достоверно не установлена, то есть все отождествления носят предположительный характер. В состав народов моря египетские надписи включают:
- JKWŠ, JQJWŠ, JKWS (условно читается: «экўэш») — обычно отождествляется с хеттским Аххийава, гомеровским Ἀχαιϝοί, позднее — Ἀχαιοί, то есть ахейцами;
- DNJN, TNJ, DJN (условно: «денйен») — отождествляются с хеттским Дануна, греческим Δαναοί, то есть данайцами;
- DRDNY — обычно ассоциируются с гомеровскими Δαρδάνιοι, то есть дарданами — одним из троянских племён или соседей Трои;
- MŠWŠ (условно: «мешўэш») — отождествляется c ассирийским Мушки, греческим Μόσχοι, библейским Мешех; они же, вероятно, — фригийцы;
- PLST, PRŠT (условно: «пелесет») — отождествляется с библейским Плиштим, что в греческом языке превратилось в Φυλιστιιμ, а в русском переводе — в филистимляне; также возможно, что имя тождественно пеласгам греческих источников; проблематично — с Pulastya Махабхараты. Филистимляне осели на средиземноморском побережье в Ханаане, возможно, с разрешения фараона[12], а также в Сирии (царство Палистин). Отсюда и произошёл топоним Палестина. Часть пеласгов осталась в Эгейском регионе, где они были окончательно ассимилированы греками не позднее V в. до н. э.
- RK, L’KK, RWK — отождествляется с хеттским Лукка и греческим Λύκιοι, то есть с ликийцами; они могли не быть тождественны более поздним ликийцам, а представлять доиндоевропейское население указанного региона[13];
- ŠKLŠ, SQRWS, ŠQRSŠ (условно: «шекелеш») — отождествляется с греческим Σικελοί, то есть с сикулами, которые вместе с элимцами прибыли на Сицилию около XIII в. до н. э. О «троянском» происхождении указанных народов пишут Фукидид и Вергилий.
- ŠRDN (условно: «шердана», «шардана») — вероятно, сарды. SRDN (шердены) некоторое время формировали личную гвардию египетских фараонов. Они отождествляются с народом, который около XIV—XIII вв. до н. э. прибыл на Сардинию и основал там культуру строителей нурагов. В тот же период возникают аналогичные культуры на Корсике (строители торре) и на Балеарских островах (строители талайотов). Прото-сарды письменных памятников не оставили, однако на сходство их культуры с этрусской указывал ряд историков, в частности, А. И. Немировский.
- ṮJKR (условно: «текер», «зекер», «чьекер») — отождествляется с греческим наименованием Τεύκροι, ставшим одним из синонимов троянцев. Племя прибыло к горе Кармель и поселилось в городе Дер (были вскоре ассимилированы филистимлянами), а другая часть обосновалась на Кипре.
- TRŠ, TWRYŠ, TWRWS (условно: «тереш») — отождествляется с греческим Τυρσηνοί, то есть тирренами, впоследствии так называли этрусков; по другой версии, соотносится с хеттским Таруйса — Троя; а также (проблематично) с Turvaśa из Ригведы. «Тирсенская» и «троянская» гипотезы не являются взаимоисключающими, в свете предания об Энее. Отдельные историки предполагают, что тирсены были умелыми мореплавателями и достигли Северной и Центральной Италии, где дали начало племени этрусков, до 510/509 г. до н. э. владевшего и Римом. Этруски оставили множество следов высокоразвитой культуры (так, в их городах была канализация, и именно этруски дали римлянам такой вид одежды, как тога), так что, вероятно, они имели сильный фундамент для построения такой культуры.
- WŠŠ (условно: «ўэшеш») — не опознан (жители Ясоса, то есть карийцы?).

## Следствия миграций
Этнографическими следами миграций народов моря считают гарамантов, сикулов, филистимлян, фригийцев и этрусков. Нашествие «народов моря» повлекло за собой разрушение множества городов в Восточном Средиземноморье и ослабление Египетского Нового царства, которое, впрочем, при Рамсесе III сумело рассеять вторгнувшиеся народы.
Троянская война, падение Хеттской державы, конец микенской цивилизации продолжают цепочку событий «катастрофы бронзового века», хотя до конца не понятно, являются ли потрясения на северном побережье Средиземного моря причиной или следствием «великого переселения» народов.

## Известные исследователи
- Зингер, Итамар